# 烏克蘭陸軍第17坦克旅
第 17 坦克旅是烏克蘭陸軍的部隊，全名是第 17 克里維里赫坦克旅，取自科斯蒂安廷·佩斯圖什科 (Kostiantyn Pestushko)。 它的前身是第 17 近衛坦克師，位於克里維里赫。

## 歷史
第 17 坦克旅的歷史源於第 174 步兵師，於1940年創建，並於 1942 年改為第 20 近衛步兵師。在衛國戰爭時期第 174 步兵師曾作為第 22 集團軍的一支部隊參加了波洛茨克防禦行動，並逃脫了包圍圈。隨後在冬季，該師參加了莫斯科戰役的防禦和反攻行動。在1942年3月17日被授予“近衛”榮譽稱號，改制為第 20 近衛步兵師。
改制後，第 20 近衛步兵師參加了斯大林格勒戰役、克里沃羅格戰役、敖德薩戰役、布達佩斯戰役及維也納戰役。在 1945 年 5 月，該部隊開始隸屬於烏克蘭第三方面軍的第 57 集團軍。戰後，第 17 近衛坦克師的歷史可以追溯到1945年活躍的第 20 近衛步兵師。
在1945年，該部隊改為第 25 近衛機械化師。
在1957 年，該部隊改為第 37 近衛坦克師，並駐守康斯坦察，隸屬於第 1 近衛集團軍。 於1958年，該師遷至克里沃羅格，隸屬於第 6 近衛集團軍。由於第 69 獨立坦克訓練營在1960年解散，而導彈營和第 129 獨立裝備維護與修復營在1962年2月19日，成立。因此在1965年1月11日，第 37 師成為第 17 近衛坦克師，這個名稱一直保留到蘇聯解體。
在1968 年，第 26 獨立近衛工兵營成為該師的工兵營。隨後，第 44 獨立防化營於1972年，前身是防化連。而第 1055 獨立物資補給營由獨立汽車運輸營組成。
1989年6月，第 1158 防空導彈團被調往東德，由第47近衛坦克師的第 1069 防空導彈團取代。在1990年6月，紅軍動員第 58 坦克師的第 25 和第 92 坦克團，取代了該師的第 216 近衛團和第 224 坦克團。冷戰期間，該師的兵力一直保持在60%。
根據第 N 350/93 號法令（1993 年 8 月 21 日），該師仍被指定為坦克師，並任命當時敖德薩軍區的第6集團軍 第 17 坦克師師長伊万·斯維迪 (Ivan Svidi) 上校，成為少將。
根據1998年8月23日第925/98號法令，師長謝爾蓋·安德烈約維奇·加爾布茲 (Serhiy Andriyovych Harbuz)晉升為少將。
在2003年9月，該師縮編為旅。第6集團軍於2013年解散後，該旅成為東部作戰司令部的一部分。
2015年11月18日，第 17 近衞坦克旅的榮譽稱號“蘇沃洛夫紅旗勳章” 被移除，以取消軍隊中所有蘇聯時期的榮譽。 但克里維里赫戰鬥榮譽得以保留，因為克里維里赫位於烏克蘭境內。 在2016年8月22日，其衛隊頭銜被取消，改稱為第 17 坦克旅為。
迄今為止，第 17 坦克旅有15位軍因在俄烏戰爭中的英勇行為被授予國家勳章和勳章。
在第二次頓涅茨克機場戰役期間，機場的烏克蘭士兵被比喻為“改造人”（烏克蘭語：кіборг)。 這名字首先在網上流傳，其後在烏克蘭媒體中廣傳。這個名字的由來源於機場的烏軍在幾乎沒有睡眠或支援的情況下，能夠在近距離擊退俄軍的持續進攻，就像科幻小說中的“堅不可摧的改造人”或“超人”。 沒多久，改造人已經成為烏克蘭民族神話的一部分，並在許多烏克蘭人口中被賦予“近乎傳奇的光芒”。 “改造人”一詞通常比喻為以下部隊：第 3 特種部隊、第 93 機械化旅、第 79 空突旅、第 17 坦克旅和右翼志願營。

## 2022年俄羅斯入侵烏克蘭
在2022年俄羅斯入侵烏克蘭期間，該旅參與了哈爾科夫戰役。在2022年5月8日至11日，在西維爾斯基頓涅茨戰役中，第 17 坦克旅的砲兵摧毀了一個俄方營級戰術群。 在此之後，該旅運參與了巴赫穆特戰役的戰鬥。 

## 結構
截至2017年，該旅的結構如下：
- 第 17 坦克旅，克里維里赫
  - 本部連
  - 第 1 坦克營
  - 第 2 坦克營
  - 第 3 坦克營
  - 機械化營
  - 旅砲兵群
    - 目标偵测連
    - 自走火砲營（2S3「相思」自走砲）
    - 自走火砲營（2S1 Gvozdika 自走砲）
    - 火箭砲兵營 (BM-21火箭炮)

  - 防空導彈砲兵營
  - 工兵營
  - 維修營
  - 後勤營
  - 偵察連
  - 狙擊連
  - 電子作戰連
  - 信號連
  - 雷達連
  - CBRN-防禦連
  - 醫療連
  - 旅樂隊

## 過去的指揮官
- 尼古拉·米哈伊洛維奇·德雷葉(Nikolay Mikhaylovich Dreyer) – 1944年2月25日 至 1945年4月
- 亞歷山大·塔爾納夫斯基 (Oleksandr Tarnavskiy) 中校 – 2007 年臨時指揮官[19]

## 榮譽
- 蘇沃洛夫勳章（已移除）
- 紅旗勳章（已移除）
- 俄烏戰爭期間榮獲的 15 枚個人國家英勇獎章